# Przebędowo (Lelkowo)
Przebędowo (deutsch Perbanden) ist ein Dorf in Polen, im Powiat Braniewski (Kreis Braunsberg) der Woiwodschaft Ermland-Masuren.

## Geographische Lage
Przebędowo liegt zehn Kilometer südlich der Staatsgrenze zum russischen Oblast Kaliningrad im historischen Ostpreußen, ca. 22 Kilometer südöstlich von Mamonowo (Heiligenbeil). Östlich vom Ort verläuft der Fluss Stradick. Durch den Ort führt eine Nebenstraße, etwa drei Kilometer östlich verläuft die polnische Woiwodschaftsstraße 510 (ehemalige deutsche Reichsstraße 126), die von der russisch-polnischen Grenze kommt, verläuft. Die Nebenstraße mündet in ihrem nördlichen Verlauf im Nachbarort Miłaki (Müngen) in einer weiteren Nebenstraße ein, welche letztlich im nahegelegenen Lelkowo (Lichtenfeld) in die Woiwodschaftsstraße 510 einmündet. Dort befand sich auch die für den Ort einstmals nächstgelegene Bahnstation Lichtenfeld, welche zwischen 1885 und 1945 betrieben wurde und von Königsberg (Preußen) (heute russisch: Kaliningrad) über Zinten nach Allenstein (heute polnisch: Olsztyn) führte. Die Bahnstrecke existiert heute nicht mehr, das Bahnhofsgebäude steht jedoch noch.

## Geschichte
Erwähnung fand der Ort als Womegithen bereits im Jahr 1347, als Womegitten erfolgte eine Namensänderung nach 1438. Eine Erwähnung als Parbanden ist im Jahr 1785 belegt, die Schreibweise Perbanten wurde nach 1820 verwendet.
Der zuletzt gebräuchliche deutsche Ortsname Perbanden vom 1. September 1939 geht vermutlich zurück auf die Familie Perbandt, welche bereits um das Jahr 1500 in dieser Gegend angesiedelt war. So wird der Name eines Jacob Perbandt unter anderem in einer Quelle aus dem Jahr 1498 urkundlich erwähnt, als dieser in der Gegend von „Mungkhen“ (gemeint ist der nördlich von Perbanden gelegene Nachbarort Müngen) 15 ½ Hufen erblich überschrieben bekam.
Der Name Perbanden ist abgeleitet vom prußischen perbanda, was so viel bedeutet wie ‚Prüfung, Kontrolle, Versuchung‘. Eine weitere Variante ist die Ableitung von perbandas, was bedeutet ‚Herr über die Herde‘.
1939 betrug die Einwohnerzahl 77 Seelen.
Bis 1945 gehörte der Ort zum Landkreis Heiligenbeil im Regierungsbezirk Königsberg der preußischen Provinz Ostpreußen. Kreisstadt war das nordwestlich gelegene Heiligenbeil.
Nach dem Einmarsch der sowjetischen Truppen im Februar 1945 wurde Perbanden Polen angeschlossen und in Przebędowo umbenannt. In den Jahren 1975 bis 1998 gehörte Ort administrativ der Wojewodschaft Elbląg an.

## Kirche
Bis 1945 war Perbanden bei seiner mehrheitlich evangelischen Bevölkerung in das Kirchspiel Eichholz im Kirchenkreis Heiligenbeil in der Kirchenprovinz Ostpreußen der Kirche der Altpreußischen Union eingegliedert.

## Przebędowo heute
Der Ort bestand in der Zeit bis 1945 aus ein paar große Höfen nebst Stallungen. Die ursprüngliche Struktur des Ortes wurde bis in die Gegenwart hinein im Wesentlichen beibehalten, auch wenn einige Gebäude aus der Vorkriegszeit zwischenzeitlich nicht mehr existieren und andere neu errichtet wurden, z. B. am nördlichen Rand des Ortes. Die Straße, welche aus dem nördlich gelegenen Müngen in den Ort führt, ist unbefestigt und in einem verhältnismäßig schlechten Zustand (Stand: September 2012).